# Reiner Knizia
Reiner Knizia (Illertissen, Alemanya, 1957) és un dels creadors de jocs de taula més reconeguts internacionalment, amb més de 500 títols. Entre els premis rebuts destaquen dos Spiel des Jahres, dotze US Games 100, Joc Europeu de l'any, premi de Mensa o tres Grand Prix du Jouet. Matemàtic de formació, es dedica a horari complet a la creació de jocs (alguns d'ells amb més de 10 milions d'unitats venudes). Tot i que ha conreat diversos gèneres, sobresurt en jocs d'estratègia d'ambientació abstracta.

## Jocs més destacats
- Lost Cities
- Amun-Re
- Einfach Genial, també conegut com a Genial o Ingenious
- Keltis
- Korsar
- Durch die Wüste
- Der Herr der Ringe (basat en El Senyor dels Anells)